# Wilhelm von Klaß
Friedrich Wilhelm von Klaß (* 19. Dezember 1786 in Berlin; † 18. Mai 1850 in Erfurt) war ein preußischer Generalleutnant.

## Leben

### Herkunft
Wilhelm war ein Sohn von Johann Heinrich von Klaß (1740–1815) und dessen Ehefrau Eva Katharina, geborene von Ludwig (1762–1830). Sein Vater war Geheimer Rat und Direktor der Oberrechnungskammer sowie Herr auf Albertshagen, Eichow und Fuchsheim. Sein Bruder Albert (1801–1873) war preußischer Generalmajor.

### Militärkarriere
Klaß trat am 1. Februar 1800 als Gefreitenkorporal in das Infanterieregiment „von Arnim“ der Preußischen Armee ein und avancierte bis Anfang August 1805 zum Sekondeleutnant. Im Vierten Koalitionskrieg geriet er mit der Kapitulation der Festung Stettin in Kriegsgefangenschaft und wurde danach inaktiv gestellt.
Nach dem Frieden von Tilsit wurde Klaß am 17. Juli 1809 dem Garde-Jäger-Bataillon aggregiert und am 1. Juni 1813 als Premierleutnant einrangiert. Während der Befreiungskriege kämpfte er in den Schlachten bei Dresden, Leipzig, Brienne und Arcis-sur-Aube. Für sein Verhalten in der Schlacht bei Paris erhielt Klaß als Stabskapitän das Eiserne Kreuz II. Klasse sowie den Orden des Heiligen Wladimir IV. Klasse.
Nach dem Krieg stieg er am 9. November 1816 zum Major und etatsmäßigen Stabsoffizier auf. Daran schloss sich ab dem 24. Februar 1824 eine Verwendung als Kommandeur der 1. und 2. Jägerabteilung. In dieser Stellung erhielt Klaß im Jahr 1828 das Dienstkreuz und wurde am 30. März 1832 mit Patent vom 5. Mai 1832 zum Oberstleutnant befördert. Unter Verleihung des Charakters als Oberst wurde er am 21. März 1834 zum Brigadier der 3. Gendarmeriebrigade ernannt. Nach zweijähriger Dienstzeit folgte seine Ernennung zum 2. Kommandant der Festung Erfurt und als solcher wurde er kurz darauf dem 1. und 2. Jägerbataillon aggregiert. Das Patent zu seinem Dienstgrad wurde Klaß am 11. Juni 1839 verliehen und am 7. April 1842 avancierte er zum Generalmajor. Ab dem 18. Juni 1842 erhielt er für die Dauer seines Dienstverhältnisses eine Zulage von 500 Talern. Am 23. September 1844 zeichnete ihn König Friedrich Wilhelm IV. mit dem Roten Adlerorden II. Klasse mit Eichenlaub aus. Aufgrund der revolutionären Unruhen fühlte sich Klaß seiner Stellung nicht mehr gewachsen und wurde unter Verleihung des Charakters als Generalleutnant am 7. Dezember 1848 mit der gesetzlichen Pension zur Disposition gestellt. Er starb am 18. Mai 1850 in Erfurt.

### Familie
Klaß heiratete am 16. Januar 1816 in Breslau Bertha von Schrötter (1797–1856). Das Paar hatte mehrere Kinder:
- Hermann (*/† 1817)
- Emmeline (1818–1869) ⚭ 1839 Bruno von Zedtwitz (1812–1879), preußischer Oberst a. D.
- Eugenie (1819–1898) ⚭ 8. August 1841 Robert Bahr († 1871), Herr auf Sackerau und Pawelwitz
- Helene (1821–1877)

⚭ Hasso von Zieten (1820–1855), preußischer Leutnant
⚭ Friedrich Stiehle (1824–1901), preußischer Major
- Oskar (1822–1887), preußischer Generalmajor

⚭ 1852 Antonie Klien (1827–1880)
⚭ 1883 Magdalene von Prittwitz und Gaffron (* 1852)
- Pauline (1824–1899) ⚭ Oskar von Sperling (1814–1872), preußischer Generalmajor
- Elisabeth (1825–1905) ⚭ 5. Februar 1848 Gustav von Prittwitz und Gaffron (* 1814), preußischer Geheimer Justizrat
- Wilhelm (1827–1872), preußischer Leutnant, wanderte nach Brasilien aus
- Leontine (1830–1835)
- Viktor (1831–1869), Schiffskapitän
- Fanny (*/† 1834)
- Benno (1837–1870), starb als preußischer Hauptmann an den Folgen seiner Verwundung in der Schlacht bei Wörth ⚭ 1860 Anna von Malachowski (1838–1862)